# Norisco
Norisco (pl. Noriscos), jedno od ranih plemena Catío Indijanaca koje je u 16. stoljeću obitavalo na lijevoj obali rijeke Cauca u susjedstvu plemena Hevéjicos ili Evejico i Curume ili Corome, u Kolumbiji na sjeveru departmana Antioquia. Kulturno su međusobno bili srodni ostalim plemenima u susjedstvu organiziranim u nasljedna poglavištva ( 'chiefdom' ) ili konfederacije.

## Vanjske poveznice
- Complejos arqueológicos y grupos étnicos del siglo xvi en el occidente de antioquia  Arhivirana inačica izvorne stranice od 29. svibnja 2008. (Wayback Machine)
- RESEÑA HISTORICA SOBRE LA FUNDACION DE ITUANGO POR LOS ESPAÑOLES